# Poetica
Die Poetica ist ein internationales Literaturfestival in Köln unter dem Motto Festival für Weltliteratur. Es findet seit 2015 jährlich während einer Woche im Januar statt. Das Festival für Weltliteratur wird von der Universität zu Köln in Kooperation mit der Deutschen Akademie für Sprache und Dichtung mit wechselnden Themen ausgerichtet und bringt Autoren und Geisteswissenschaftler bei öffentlichen Lesungen und Debatten zusammen. Das letzte Poetica-Festival fand vom 20. bis zum 25. Januar 2025 statt.

## Geschichte und Konzept
Der Gründung der Poetica ging eine Testphase mit einer Poetikdozentur namens Literator in den Jahren 2009–2014 voraus, die Daniel Kehlmann, Peter Esterházy, Sibylle Lewitscharoff und Michael Lentz begleiteten.
Die Poetica wurde im Jahr 2015 von Günter Blamberger (Direktor des Internationalen Kollegs Morphomata) und Heinrich Detering (Präsident der Deutschen Akademie für Sprache und Dichtung) begründet und findet seitdem jährlich in Köln während einer Woche im Januar statt. Es rückt im Besonderen die Lyrik als marginalisierte Gattung der Weltliteratur in den Blickpunkt. Die Poetica möchte den „öffentlichen Diskurs über Themen der Weltliteratur“ fördern, die deutsche mit der internationalen Literatur in Beziehung setzen. Ein Autor bzw. eine Autorin kuratiert und moderiert das Festival und lädt zu einem Leitthema bis zu zehn prominente Dichter aus aller Welt ein. Zum 1. Mai 2025 übernahm die Dichterin und Übersetzerin Uljana Wolf die Leitung der Poetica. Sie folgt auf den Gründungsdirektor des Festivals für Weltliteratur Günter Blamberger, der das Amt nach zehn Ausgaben weitergibt. Gleichzeitig wurde sie von der Universität zu Köln zur ‚Honorarprofessorin für Internationale Lyrik der Gegenwart sowie ihre Kuratierung und Vermittlung‘ ernannt.
Das Konzept für die Poetica entstammt dem Internationalen Kolleg Morphomata der Universität zu Köln, das die Poetica bis zum Förderende des Kollegs 2021 auch organisiert hat. Die Ausgangsidee war, dass Literatur ebenso Wissen formt wie die Wissenschaften und der Vergleich ästhetischer Ideen im Dialog von Dichtern und Wissenschaftlern einen hervorragenden Zugang zum Verständnis fremder Kulturen und ihrer potentiell unterschiedlichen Antworten auf zentrale Daseinsfragen ermöglicht.
Eine Besonderheit der Poetica ist deshalb die intensive Verbindung von Literatur, Wissenschaft und Öffentlichkeit durch die Präsenz aller Autoren bei allen Veranstaltungen der Festivalwoche sowie die Vielfalt ihrer Veranstaltungsorte und Formate, von Diskussionen des Leitthemas an der Universität zu Köln über Lesungen, Schreibwerkstätten für Studierende bis zur szenischen Umsetzung von Poesie durch Schauspieler und Autoren im Schauspiel Köln. Die literarischen Texte werden stets in der jeweiligen Originalsprache durch die Verfasser und in deutscher Sprache durch Schauspieler vorgetragen. Die Haupttexte und Essays dokumentiert eine Buchpublikation, die am Beginn jeder Poetica vorliegt. Die Verkehrssprachen sind englisch und deutsch, Veranstaltungen außerhalb der Universität werden in der Regel durch Simultandolmetscher unterstützt.

## Institutionelle Anbindung
Die Poetica ist eine Einrichtung der Universität zu Köln. Ursprünglich war die Poetica in das Internationale Kolleg Morphomata der Universität zu Köln eingebunden, wo sie durch das Bundesministerium für Bildung und Forschung finanziert wurde. Nach dem regulären Ende der Förderung des Kollegs im Jahr 2021, entschied der damalige Rektor, Axel Freimuth, die Poetica mit den Mitteln der Universität fortzuführen. Seitdem trägt die Universität die Personalkosten, die Veranstaltungsgelder finanziert die Kunststiftung NRW sowie das Ministerium für Kultur und Wissenschaft des Landes Nordrhein-Westfalen. Beteiligt sind an der Poetica außerdem wechselnde städtische Kooperationspartner wie das Kulturamt der Stadt Köln, das Schauspiel Köln, das Literaturhaus Köln, die Kunsthochschule für Medien Köln, die Stadtbibliothek Köln, die Volkshochschule Köln, das Museum Ludwig, das Rautenstrauch-Joest-Museum oder das Historische Archiv der Stadt Köln.

## Öffentlichkeitsarbeit, Rezeption bei Presse und Publikum
Die Poetica verfügt neben Auftritten in sozialen Netzwerken über eine ausführliche Website, die sämtliche Veranstaltungen der Vergangenheit in Podcasts, Videos, Fotos, Info-Broschüren etc. dokumentiert und die jeweils neueste Poetica ankündigt. Zu jeder Poetica gibt es eine umfangreiche Begleitbroschüre (mit Biographien und Veranstaltungstexten), eine Buchpublikation mit den Haupttexten, Flyer, städtische Plakate etc. Die Öffentlichkeitsarbeit wird unterstützt durch die Universität Köln, den Kölner Stadtanzeiger wie die Kölnische Rundschau (mit täglichen Berichten während der Festivalwoche), durch WDR, DLF, SZ und FAZ (mit Interviews, Mitschnitten für Rundfunksendungen, Gesamtberichten). Die Poetica wurde vom Kölner Kulturrat e.V. in den Jahren 2016, 2018, 2023 und 2024 für das kulturelle Ereignis des Jahres nominiert. Neben dem Kölner Publikum kommen Besucher aus ganz Mitteleuropa.
Die Süddeutsche Zeitung urteilte 2016: „Ein sehr lebendiges Festival der Weltliteratur“, das den Faszinations- und Beunruhigungswert von Literatur spürbar werden lässt und „an wechselnden Orten zwischen Universität und Schauspielhaus, Kino, Kolleg und Klubbar, Wallraf-Richartz-Museum und Literaturhaus ein großes Publikum“ anzieht, wobei es nicht einsprachig zuginge, wie auf vielen deutschen Festivals, sondern vielsprachig.
Marie Luise Knott schrieb 2022 im Perlentaucher über die Poetica VII: „Ein großes Panorama dichterischer Aufbrüche in unserer Zeit.“
In ihrem Artikel zum zehnjährigen Festivaljubiläum der Poetica 2025 erklärte Marie Luise Knott ebenfalls im Perlentaucher: „Die Poetica, ursprünglich als Kleine Documenta der Poesie ins Leben gerufen, ist Jahr für Jahr ein Seismograph für die Frage: Was bewegt die Kunst? Was kann sie ins Leben rufen? So spürte man allenthalben auch in Köln, dass Mehrsprachigkeit  und die Gastfreundschaft im Gedicht heute umso dringlicher sind, als die Weltlage die Menschen vermehrt über Grenzen treibt – biografisch, gedanklich, sprachlich.“
Im Mai 2020 beteiligte sich die Poetica am globalen Festival of Hope.

## Festivalausgaben und Autoren
Von 2015 bis 2025 fanden 10 Poetica-Festivals statt, mit Kuratoren sowie eingeladenen Autoren. Zu den Gästen gehörten u. a. Büchner-Preisträger wie Jürgen Becker, Marcel Beyer oder Jan Wagner, international vielfach ausgezeichnete Autoren wie Yoko Tawada, Mircea Cărtărescu oder die Punk- und Rockmusikerin Patti Smith sowie die Literaturnobelpreisträgerinnen Herta Müller und Swetlana Alexandrowna Alexijewitsch.

### Poetica I (2015)
Die Poetica I fand vom 26. bis 31. Januar 2015 statt. Das Motto lautete »M’illumino/d’immenso // Ich erleuchte mich/durch Unermeßliches«
- Kurator: Michael Krüger (Deutschland)
- Yeşim Ağaoğlu (Türkei)
- Jürgen Becker (Deutschland)
- Marcel Beyer (Deutschland)
- John Burnside (Großbritannien)
- Lars Gustafsson (Schweden)
- Aleš Šteger (Slowenien)
- Pia Tafdrup (Dänemark)
- Yang Lian (China)
- Adam Zagajewski (Polen)

### Poetica II (2016)
Die Poetica II fand vom 25. bis 30. Januar 2016 statt. Das Motto lautete »Blue Notes«
- Kurator: Aleš Šteger (Slowenien)
- Jurij Andruchowytsch (Ukraine)
- Bernardo Atxaga (Spanien)
- Heinrich Detering (Deutschland)
- Lavinia Greenlaw (Großbritannien)
- Georgi Gospodinow (Bulgarien)
- Durs Grünbein (Deutschland)
- Navid Kermani (Deutschland)
- Michael Krüger (Deutschland)
- Martin Mosebach (Deutschland)
- Paul Muldoon (USA)
- Ilma Rakusa (Schweiz)
- Monika Rinck (Deutschland)
- Ana Ristović (Serbien)
- Sjón (Island)

### Poetica III (2017)
Die Poetica III fand vom 09. bis 14. Januar 2017 statt. Das Motto lautete »Die Seele und ihre Sprachen«
- Kuratorin: Monika Rinck (Deutschland)
- Javier Bello (Chile)
- Michael Donhauser (Luxemburg/Österreich)
- Nurduran Duman (Türkei)
- Maricela Guerrero (Mexiko)
- Gila Lustiger (Frankreich)
- Angelika Meier (Deutschland)
- Zeruya Shalev (Israel)
- Eleni Sikelianos (USA)
- Galsan Tschinag (Mongolei)
- Stefan Weidner (Deutschland)
- Lorenz Wilkens (Deutschland)

### Poetica IV (2018)
Die Poetica IV fand vom 22. bis 27. Januar 2018 statt. Das Motto lautete »Beyond Identities«
- Kuratorin: Yoko Tawada (Japan)
- Jeffrey Angles (USA)
- Bei Dao (China)
- Anneke Brassinga (Niederlande)
- Teju Cole (USA/Nigeria)
- Hiromi Itō (Japan)
- Kim Hyesoon (Südkorea)
- Barbara Köhler (Deutschland)
- Morten Søndergaard (Dänemark)
- Monique Truong (USA/Vietnam)
- Jan Wagner (Deutschland)

### Poetica V (2019)
Die Poetica V fand vom 21. bis 26. Januar statt. Das Motto lautete »Rausch / States of Euphoria«
- Kurator: Aris Fioretos (Schweden)
- Mircea Cărtărescu (Rumänien)
- Oswald Egger (Deutschland)
- Christian Kracht (Schweiz)
- Mara Lee (Schweden)
- Lebogang Mashile (Südafrika)
- Agi Mishol (Israel)
- Marion Poschmann (Deutschland)
- Jo Shapcott (Großbritannien)

### Poetica VI (2020)
Die Poetica VI fand vom 20. bis 25. Januar 2020 statt. Das Motto lautete »Widerstand. The Art of Resistance«
- Kurator: Jan Wagner (Deutschland)
- Tadeusz Dąbrowski (Polen)
- Erik Lindner (Niederlande)
- Luljeta Lleshanaku (Albanien)
- Agi Mishol (Israel)
- Helen Mort (Großbritannien)
- Herta Müller (Deutschland)
- Sergio Raimondi (Argentinien)
- Xi Chuan (China)
- Serhij Zhadan (Ukraine)

### Poetica VII (2021/2022)
Die für Januar 2021 geplante Poetica VII wurde zunächst wegen der Corona-Pandemie abgesagt und fand vom 2. bis 7. Mai 2022 statt. Das Thema lautete »Sounding Archives – Poesie zwischen Experiment und Dokument«
- Kuratorin: Uljana Wolf (Deutschland)
- Swetlana Alexijewitsch (Weißrussland)
- Ain Bailey (Großbritannien)[33]
- Don Mee Choi (USA)[34]
- Yan Jun (China)[35]
- Mihret Kebede (Äthiopien)
- Fiston Mwanza Mujila (Kongo/Österreich)
- Carlos Soto-Román (Chile)[36]
- Maria Stepanova (Russland)[37]
- Anja Utler (Deutschland)
- Cecilia Vicuña (USA/Chile)
- Valzhyna Mort (Weißrussland)

### Poetica 8 (2023)
Die Poetica 8 fand vom 17. bis 22. April 2023 statt. Das Thema lautete »Das chorische Ich – Writing in the name of«
- Kurator: Christian Filips (Deutschland)
- Daniela Danz (Deutschland)
- Logan February (Nigeria)
- Lionel Fogarty (Australien)
- Kim de l’Horizon (Schweiz)
- Kateryna Kalytko (Ukraine)
- Els Moors (Belgien)
- James Noël (Haiti)
- Patti Smith (USA)
- Sukirtharani (Indien)
- Zheng Xiaoqiong (China)

### Poetica 9 (2024)
Die Poetica 9 fand vom 22. bis 27. Januar 2024 statt. Das Thema lautete »Nach der Natur – Imaginations of Nature Poetry«
- Kuratorin: Daniela Danz (Deutschland)
- Ali Abdollahi (Iran)
- Takako Arai (Japan)
- Camille Dungy (USA)
- María Paz Guerrero (Kolumbien)
- Kendel Hippolyte (St. Lucia)
- Esther Kinsky (Deutschland)
- Nikola Madžirov (Nordmazedonien)
- Rou Reynolds / Enter Shikari (Großbritannien)
- Liana Sakelliou (Griechenland)
- Raphael Urweider (Schweiz)

### Poetica 10 (2025)
Die Poetica 10 fand vom 20. bis 25. Januar 2025 statt. Damit feierte die Poetica ihr zehnjähriges Festivaljubiläum. Das Motto lautete »Poetic Thinking and Hospitality – Freiräume der Poesie«.
- Kuratoren: Uljana Wolf (Deutschland), Günter Blamberger (Deutschland), Michaela Predeick (Deutschland)
- Lina Atfah (Syrien)
- Radna Fabias[42] (Curaçao/Niederlande)
- Hiromi Itō (Japan)
- Michael Krüger (Deutschland)
- Lebogang Mashile (Südafrika)
- Fiston Mwanza Mujila (Kongo/Österreich)
- Sergio Raimondi (Argentinien)
- Claudia Rankine (USA)
- Monika Rinck (Deutschland)
- Sasha Marianna Salzmann (Deutschland)
- Sjón (Deutschland)
- Yoko Tawada (Japan/Deutschland)
- Aki Takase (Japan)
- Jan Wagner (Deutschland)

## Publikationen
- Poetica III: Die Seele und ihre Sprachen. Hrsg. von Monika Rinck, Heinrich Detering, Sebastian Goth. Wilhelm Fink Verlag, Paderborn 2017, ISBN 978-3-7705-6192-6.
- Poetica IV: Beyond Identity – Die Kunst der Verwandlung. Hrsg. von Marta Dopieralski, Yoko Tawada. Konkursbuch Verlag, Tübingen 2018, ISBN 978-3-88769-818-8.
- Poetica V: Rausch. States of Euphoria. Hrsg. von Aris Fioretos, Günter Blamberger, Marta Dopieralski. Konkursbuch Verlag, Tübingen 2018, ISBN 978-3-88769-698-6.
- Poetica VI: Widerstand – The Art of Resistance. Hrsg. von Jan Wagner, Günter Blamberger, Marta Dopieralski. Konkursbuch Verlag, Tübingen 2020, ISBN 978-3-88769-485-2.
- Poetica VII: Sounding Archives – Poesie zwischen Experiment und Dokument. Hrsg. von Uljana Wolf, Günter Blamberger und Michaela Predeick. Konkursbuch Verlag, Tübingen 2020, ISBN 978-3-88769-498-2.
- Poetica 8: Das chorische Ich – Writing in the name of. Hrsg. von Christian Filips, Günter Blamberger und Michaela Predeick, Konkursbuch Verlag, Tübingen 2023, ISBN 978-3-88769-973-4
- Poetica 9: Nach der Natur – Imaginations of Nature Poetry. Hrsg. von Daniela Danz, Günter Blamberger und Michaela Predeick. Konkursbuch Verlag, Tübingen 2024, ISBN 978-3-88769-987-1.
- Poetica 10: Poetic Thinking and Hospitality – Freiräume der Poesie. Hrsg. von Uljana Wolf, Günter Blamberger, Michaela Predeick. Konkursbuch Verlag, Tübingen 2025, ISBN 978-3-88769-931-4.